# Jednostka mikro
Jednostka mikro – to pojęcie wprowadzone ustawą o rachunkowości, określające jednostkę spośród wymienionych poniżej, której organ zatwierdzający podjął decyzję w sprawie sporządzania sprawozdania finansowego z zastosowaniem [zwolnienia z obowiązku sporządzania określonego bilansu(-ów), dopuszczalnego w oparciu o] art. 46 ust. 5 pkt 4, art. 47 ust. 4 pkt 4, art. 48 ust. 3, art. 48a ust. 3, art. 48b ust. 4 lub art. 49 ust. 4.:
1. jednostki wymienione niżej, jeżeli spełniają jeden z powyższych warunków:
  - ich przychody netto ze sprzedaży towarów, produktów i operacji finansowych za poprzedni rok obrotowy są niższe niż równowartość w walucie polskiej 2 000 000 euro, w oparciu o co nie podlegają ustawie o rachunkowości
  - ich przychody netto ze sprzedaży towarów, produktów i operacji finansowych za poprzedni rok obrotowy są niższe niż równowartość w walucie polskiej 2 000 000 euro, ale stosują zasady rachunkowości określone ustawą od początku następnego roku obrotowego po zawiadomieniu o tym urzędu skarbowego, właściwego w sprawach opodatkowania podatkiem dochodowym
  - ich przychody netto ze sprzedaży towarów, produktów i operacji finansowych wyniosły równowartość w walucie polskiej nie mniej niż 2 000 000 euro i nie więcej niż 3 000 000 euro za poprzedni rok obrotowy, a w przypadku jednostek rozpoczynających działalność albo prowadzenie ksiąg rachunkowych w sposób określony ustawą – w roku obrotowym, w którym rozpoczęły działalność albo prowadzenie ksiąg rachunkowych w sposób określony ustawą

  1. Osoby fizyczne,
  2. spółki cywilne osób fizycznych,
  3. spółki cywilne osób fizycznych i przedsiębiorstwa w spadku,
  4. spółki jawne osób fizycznych,
  5. spółki partnerskie
  6. przedsiębiorstwa w spadku działające zgodnie z ustawą z dnia 5 lipca 2018 r. o zarządzie sukcesyjnym przedsiębiorstwem osoby fizycznej[3] i innych ułatwieniach związanych z sukcesją przedsiębiorstw
2. jednostki wymienione niżej, jeżeli w roku obrotowym, za który sporządzają sprawozdanie finansowe, oraz w roku poprzedzającym ten rok obrotowy, a w przypadku jednostek rozpoczynających działalność – w roku obrotowym, w którym rozpoczęły działalność, nie przekroczyły co najmniej dwóch z następujących trzech wielkości:
  - suma przychodów ze sprzedaży towarów i produktów za rok obrotowy – 3 mln zł,
  - suma aktywów bilansu na koniec roku obrotowego – 1,5 mln zł,
  - wielość średniorocznego zatrudnienia w przeliczeniu na pełne etaty – 10 osób

  1. spółki handlowe (osobowe i kapitałowe, w tym również w organizacji)
  2. spółki cywilne,
  3. inne osoby prawne, z wyjątkiem Skarbu Państwa i Narodowego Banku Polskiego,
  4. oddziały przedsiębiorców zagranicznych w rozumieniu przepisów ustawy z dnia 6 marca 2018 r. o zasadach uczestnictwa przedsiębiorców zagranicznych i innych osób zagranicznych w obrocie gospodarczym na terytorium Rzeczypospolitej Polskiej[4],
3. jednostki wymienione niżej, o ile nie prowadzą działalności gospodarczej
  1. związki zawodowe,
  2. organizacje pracodawców,
  3. izby gospodarcze,
  4. przedstawicielstwa przedsiębiorców zagranicznych w rozumieniu przepisów ustawy z dnia 6 marca 2018 r. o zasadach uczestnictwa przedsiębiorców zagranicznych i innych osób zagranicznych w obrocie gospodarczym na terytorium Rzeczypospolitej Polskiej,
  5. społeczno-zawodowe organizacje rolników,
  6. organizacje samorządu zawodowego,
  7. organizacje samorządu gospodarczego rzemiosła
  8. Polskie Biuro Ubezpieczycieli
4. przedsiębiorstwa w spadku działające zgodnie z ustawą z dnia 5 lipca 2018 r. o zarządzie sukcesyjnym przedsiębiorstwem osoby fizycznej i innych ułatwieniach związanych z sukcesją przedsiębiorstw, jeżeli na dzień poprzedzający dzień otwarcia spadku były jednostką małą i prowadzone były księgi rachunkowe

## Mikroprzedsiębiorca
Mikroprzedsiębiorca to szczególny rodzaj jednostki mikro wyodrębniony na gruncie polskiej ustawy z dnia 6 marca 2018 r. – Prawo przedsiębiorców  w oparciu o zawartą w jej art. 7 ust. 1 pkt 1 definicję, zgodnie z której brzmieniem jest to przedsiębiorca, który w co najmniej jednym z dwóch ostatnich lat obrotowych:
- zatrudniał średniorocznie mniej niż 10 pracowników oraz
- osiągnął roczny obrót netto ze sprzedaży towarów, wyrobów i usług oraz operacji finansowych nie przekraczający równowartości w złotych 2 mln euro lub sumy aktywów jego bilansu sporządzonego na koniec jednego z tych 2 lat nieprzekraczający równowartości w złotych 2 mln euro.

Jednym z ważniejszych uprawnień wiążących się z tym statusem jest możliwość skorzystania z wyłączenia spod przepisów ustawy o pracowniczych planach kapitałowych.